# Iwan Orieszko
Iwan Siergiejewicz Orieszko (ros. Иван Сергеевич Орешко, ur. 6 stycznia?/19 stycznia 1906 we wsi Rodinowka w guberni jekaterynosławskiej, zm. 6 listopada 1947 w Woroszyłowgradzie) – radziecki polityk.

## Życiorys
Od 1926 należał do WKP(b), pełnił różne funkcje partyjne, do 1938 był II sekretarzem Komitetu Okręgowego KP(b)U w Starobielsku, a od 7 czerwca 1938 do 1939 II sekretarzem Komitetu Obwodowego KP(b)U w Woroszyłowgradzie (obecnie Ługańsk). Został aresztowany podczas wielkiej czystki, następnie zwolniony, później od października 1943 do końca życia pełnił funkcję przewodniczącego Komitetu Wykonawczego Woroszyłowgradzkiej Rady Obwodowej.